# Martirano
Martirano é uma comuna italiana da região da Calábria, província de Catanzaro, com cerca de 1.036 habitantes. Estende-se por uma área de 14 km², tendo uma densidade populacional de 74 hab/km². Faz fronteira com Aiello Calabro (CS), Altilia (CS), Conflenti, Grimaldi (CS), Martirano Lombardo, Motta Santa Lucia.
Era conhecida como Mamerto durante o período romano.

## Demografia
| Variação demográfica do município entre 1861 e 2011                               |
|                                                                                   |
| Fonte: Istituto Nazionale di Statistica (ISTAT) - Elaboração gráfica da Wikipedia |